# Isótopo ambiental
Los isótopos ambientales son un subgrupo de los isótopos, tanto isótopos estables como radioactivos, que son el objeto de la geoquímica de isótopos.
Los isótopos ambientales más usados son:
- deuterio
- tritio
- carbono-13
- carbono-14
- nitrógeno-15
- oxígeno-18
- silicio-29
- cloro-36

- Datos: Q5381262